# Wohnhaus Hinter der Holzpforte 4

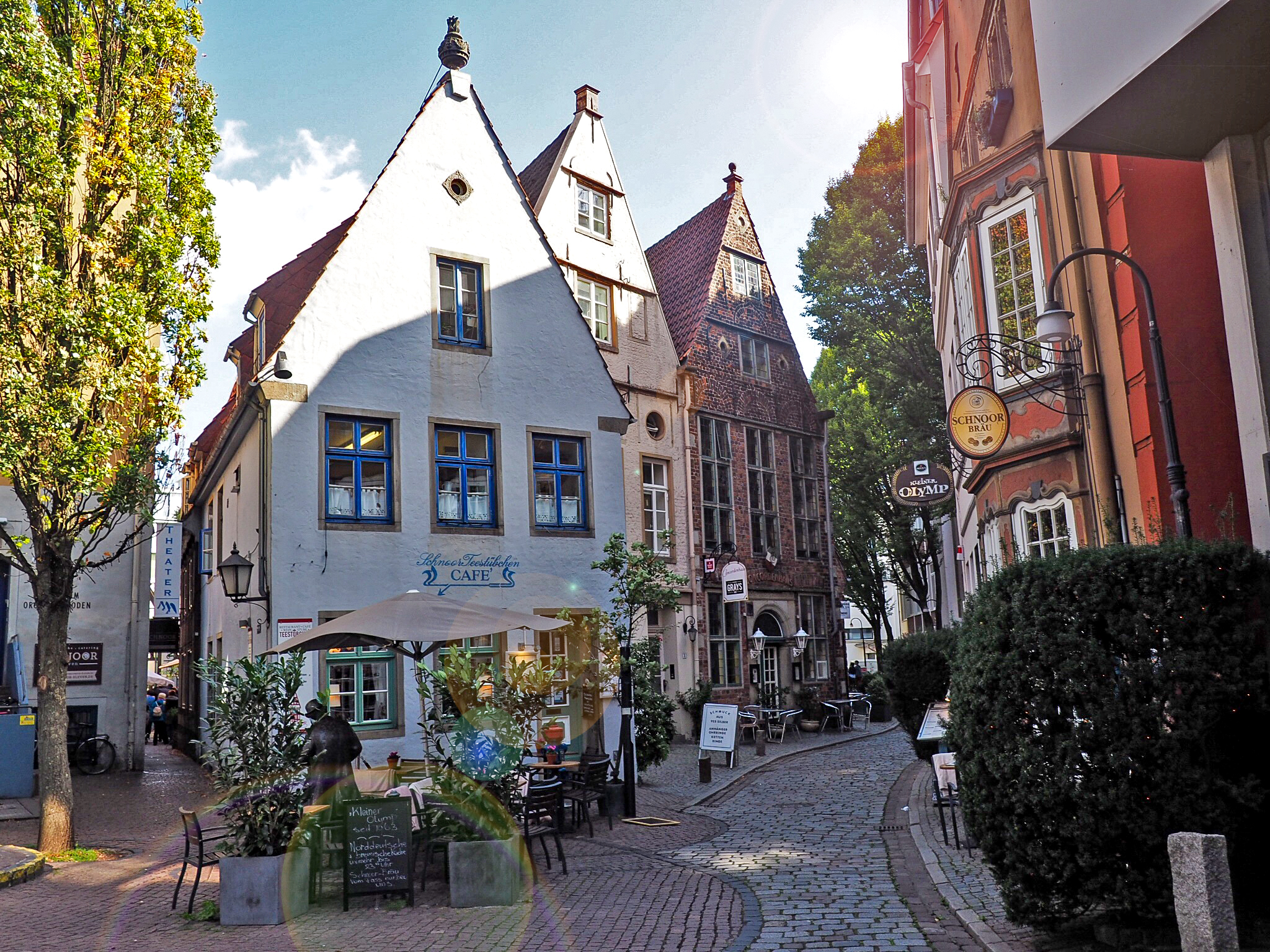
Hinter der Holzpforte 4 sowie Nr. 3 und 2

Das Wohnhaus Hinter der Holzpforte 4 befindet sich in Bremen, Stadtteil Mitte im  Schnoorviertel, Hinter der Holzpforte 4 Ecke Wüstestätte. Es entstand 1963 nach Plänen von Karl Dillschneider.

Das Gebäude steht seit 1973 unter Bremer Denkmalschutz.

## Geschichte
Die ursprüngliche Bevölkerung des Schnoors bestand überwiegend aus Flussfischern und Schiffern. In der Epoche des Klassizismus und des Historismus entstanden von um 1800 bis 1890 die meisten oft kleinen Gebäude. Im weiteren Verlauf wurde es zum Arme-Leute-Viertel, das in weiten Bereichen verfiel – vor allem nach dem Zweiten Weltkrieg.
1959 wurde von der Stadt ein Ortsstatut zum Schutz der erhaltenswerten Bausubstanz beschlossen. Die Häuser wurden dokumentiert und viele seit den 1970er Jahren unter Denkmalschutz gestellt. Ab den 1960er Jahren fanden mit Unterstützung der Stadt Sanierungen, Lückenschließungen und Umbauten im Schnoor statt.
Ein zweigeschossiger, einfacher und baufälliger Vorgängerbau musste abgerissen werden. Das  zweigeschossige, verputzte Giebelhaus mit einem Satteldach wurde dann 1963 gebaut, entworfen vom Denkmalpfleger Dillschneider. Die Giebelspitze ziert als steinerne Bekrönung eine Art Giebelblume. An der Seitenwand wurden zwei Wappen angebracht (Inschrift: Arckenberg Anno 1680; eine alte Bremer Bürgerfamilie aus dem 17. Jahrhundert). Die rückseitige Giebelwand grenzt an das Haus Wüstestätte 1.
Daneben stehen das Wohnhaus Hinter der Holzpforte 3 und das Concordenhaus.

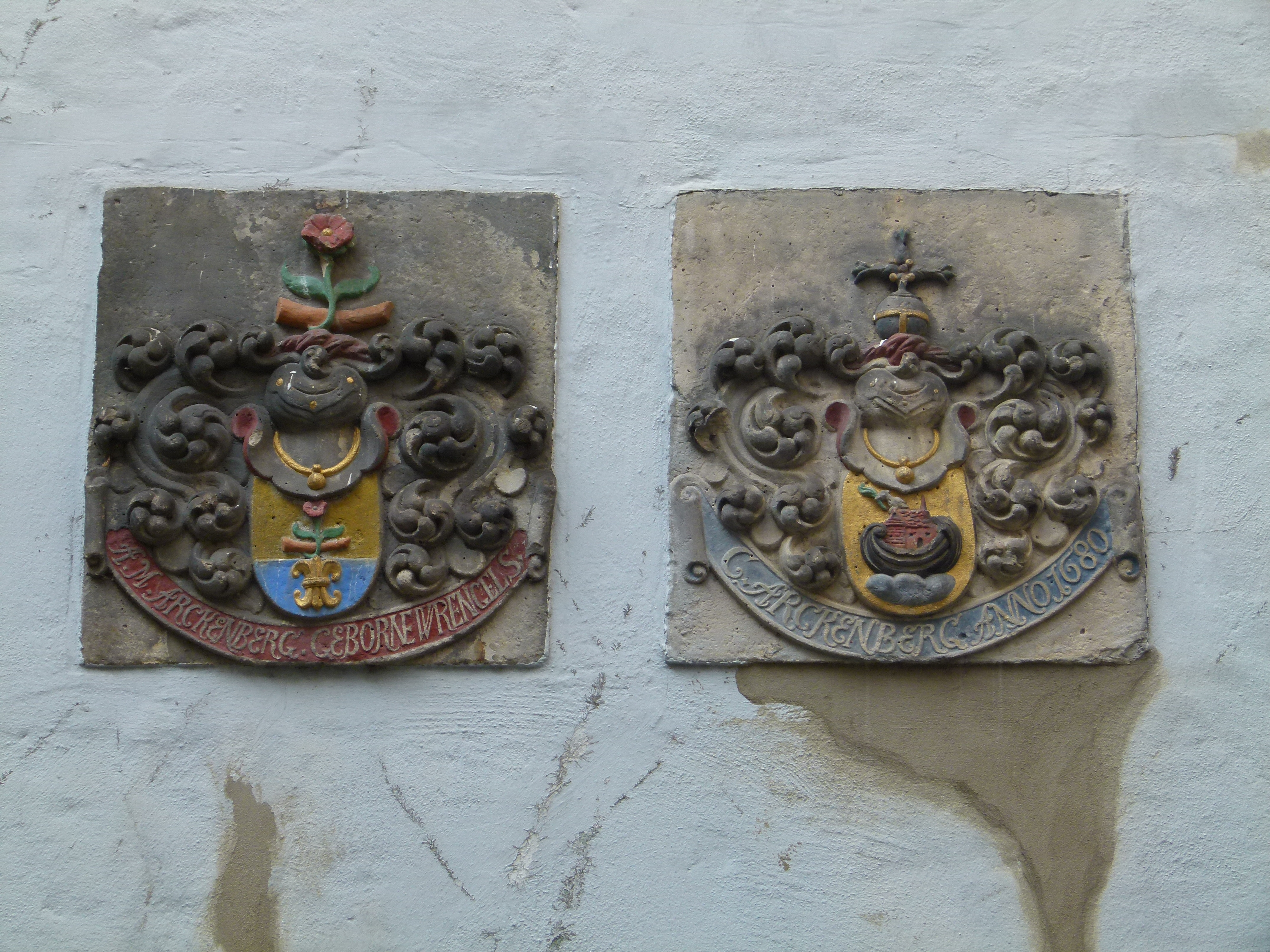
Wappen

Heute (2018) wird das Haus durch ein Café/Teestube, einen Laden an der Wüstestätte, sowie Büros und zum Wohnen genutzt. Vor dem Haus steht seit 1990 das Bronzedenkmal von dem Bremer Original Heini Holtenbeen vom Bildhauer Claus Homfeld. 
Der Straßenname Hinter der Holzpforte erinnert an die beiden mittelalterlichen Holtporten in der Bremer Stadtmauer, durch die das in Form von Flößen die Weser herab beförderte Holz in die Stadt geschafft werden konnte. 

## Literatur

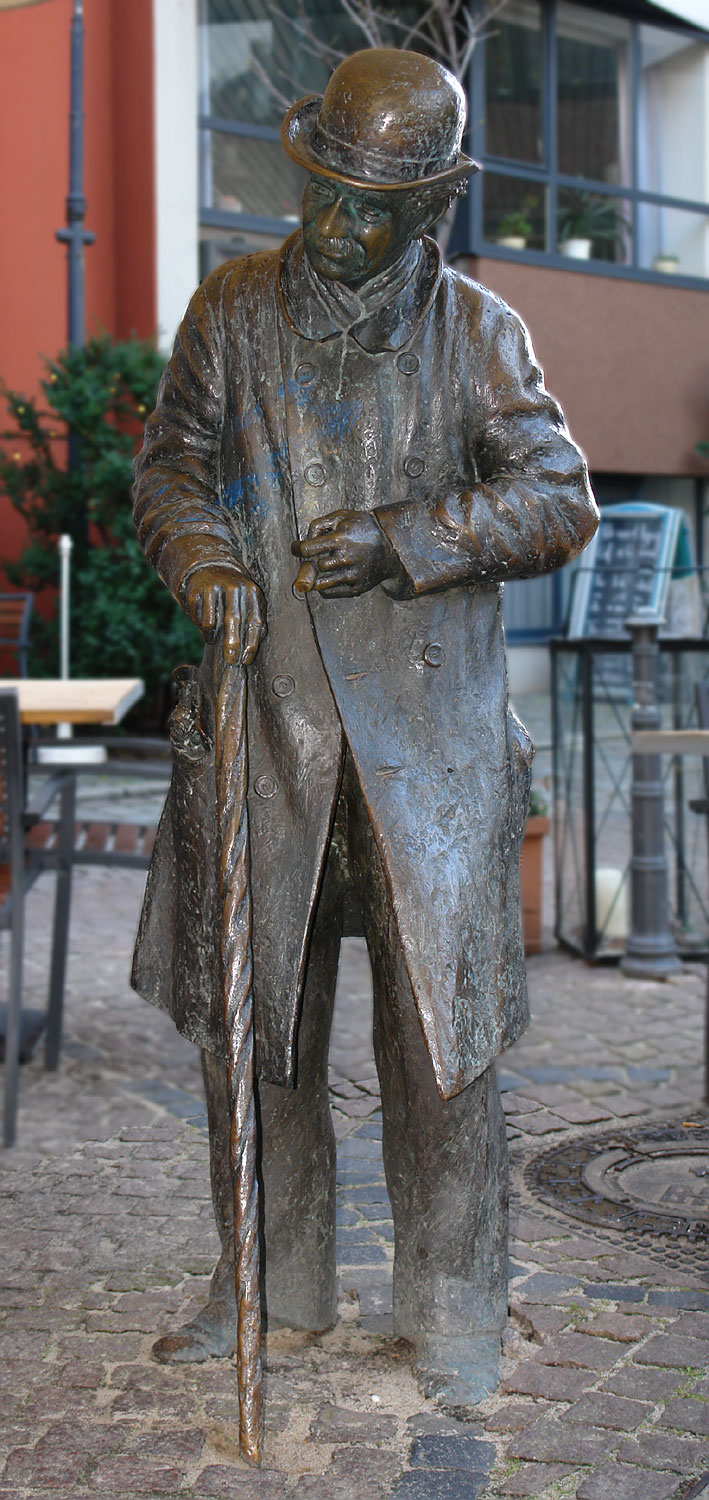
Holtenbeen Denkmal